# Pan American Cup 2009
Der Pan American Cup im Hockey wurde im Jahr 2009 zum dritten Mal ausgetragen und fand mit acht Mannschaften statt. Die Turniersieger Kanada (Männer) bzw. Argentinien (Frauen) qualifizierten sich direkt für die Weltmeisterschaft 2010, die Teams auf Rang 2 bis 6 nahmen an Qualifikationsturnieren teil.

## Männer
Das Männerturnier fand vom 7. bis 15. März 2009 in Santiago, Chile statt. Kanada gewann das Turnier nach zwei zweiten Plätzen zum ersten Mal. Die Vereinigten Staaten erreichten erstmals das Finale.

### Teilnehmer
- Argentinien
- Brasilien
- Chile
- Kanada
- Mexiko
- Trinidad & Tobago
- Uruguay
- USA

### Vorrunde

#### Gruppe A
| Uruguay     | Argentinien | 0:18 |
| Trinidad    | USA         | 3:4  |
| Trinidad    | Argentinien | 0:7  |
| Uruguay     | USA         | 0:9  |
| Trinidad    | Uruguay     | 10:0 |
| Argentinien | USA         | 8:0  |

#### Gruppe B
| Kanada    | Brasilien | 10:1 |
| Chile     | Mexiko    | 7:2  |
| Brasilien | Mexiko    | 1:9  |
| Kanada    | Chile     | 3:3  |
| Brasilien | Chile     | 0:9  |
| Kanada    | Mexiko    | 7:3  |

### Finalrunde
| Trinidad | Brasilien | 9:0 |
| Uruguay  | Mexiko    | 0:9 |

| Brasilien | Uruguay | 3:1 |

| Trinidad | Mexiko | 5:3 |

| Kanada | Argentinien | 4:3 n. V. |
| USA    | Chile       | 2:1       |

| Argentinien | Chile | 4:0 |

| Kanada | USA | 2:1 n. V. |

### Resultat
| Platz | Land                |
| ----- | ------------------- |
| 1     | Kanada              |
| 2     | Vereinigte Staaten  |
| 3     | Argentinien         |
| 4     | Chile               |
| 5     | Trinidad und Tobago |
| 6     | Mexiko              |
| 7     | Brasilien           |
| 8     | Uruguay             |

## Frauen
Das Frauenturnier fand vom 7. bis 15. Februar 2009 in Hamilton, Bermuda statt. Rekordsieger Argentinien gewann das 3. von drei Turnieren wie jedes Mal im Finale gegen die USA. Das Endspiel endete mit 2:2 und 7:6 nach Siebenmetern. Ausrichter Bermuda nahm zum ersten Mal teil.

### Teilnehmer
- Argentinien
- Bermuda
- Chile
- Jamaika
- Kanada
- Mexiko
- Trinidad & Tobago
- USA

### Vorrunde

#### Gruppe A
| Trinidad    | Argentinien | 1:7  |
| Kanada      | Bermuda     | 10:0 |
| Kanada      | Argentinien | 0:4  |
| Trinidad    | Bermuda     | 3:0  |
| Trinidad    | Kanada      | 3:2  |
| Argentinien | Bermuda     | 30:0 |

#### Gruppe B
| USA     | Jamaika | 10:0 |
| Chile   | Mexiko  | 6:1  |
| Jamaika | Mexiko  | 1:4  |
| USA     | Chile   | 2:0  |
| Jamaika | Chile   | 0:2  |
| USA     | Mexiko  | 6:0  |

### Finalrunde
| Kanada  | Jamaika | 1:0 n. V. |
| Bermuda | Mexiko  | 0:5       |

| Jamaika | Bermuda | 2:0 |

| Kanada | Mexiko | 10:1 |

| Argentinien | Chile | 1:0 |
| Trinidad    | USA   | 0:7 |

| Chile | Trinidad | 2:1 |

| Argentinien | USA | 9:8 n.S. |

### Resultat
| Platz | Land                |
| ----- | ------------------- |
| 1     | Argentinien         |
| 2     | Vereinigte Staaten  |
| 3     | Chile               |
| 4     | Trinidad und Tobago |
| 5     | Kanada              |
| 6     | Mexiko              |
| 7     | Jamaika             |
| 8     | Bermuda             |